# منتخب لاتفيا لكرة القدم
منتخب لاتفيا لكرة القدم (باللاتفية: Latvijas futbola izlase) هو الممثل لدولة لاتفيا في مسابقات كرة القدم. تأهل لبطولة أمم أوروبا 2004، وهو أول منتخب من دول البلطيق يتأهل لتلك البطولة، لكنه فشل في التأهل لكأس العالم لكرة القدم. حل ثانياً في المجموعة التي تأهلت عنها النمسا في تصفيات كأس العالم 1938، ورغم أن النمسا خسرت مقعدها بضم ألمانيا النازية لها (فيما يُعرف بالآنشلوس)، إلا الاتحاد الدولي لكرة القدم لم يدعُ لاتفيا لتحل محلها.
كانت لاتفيا جزءاً من الاتحاد السوفييتي في الفترة 1940-1990.

## وصلات خارجية
- قائمة بيانات المنتخب من الموقع الرسمي للفيفا باللغة العربية